# Dunaalmás
Dunaalmás es un pueblo húngaro perteneciente al distrito de Tata, condado de Komárom-Esztergom.

## Superficie
Cuenta con una superficie de 14,83 km².

## Demografía
Hasta 2024 la población era de 1792 habitantes, con una densidad de población de 120,83 hab/km².
| Gráfica de evolución demográfica de Dunaalmás entre 2020 y 2024 |
|                                                                 |
| Datos según la Oficina Central de Estadística de Hungría.       |